# 27 marzo
Il 27 marzo è l'86º giorno del calendario gregoriano (l'87º negli anni bisestili). Mancano 279 giorni alla fine dell'anno.

## Eventi
- 196 a.C. – Sale al trono egizio Tolomeo V;
- 1272 – Gregorio X è consacrato papa della Chiesa cattolica;
- 1306 – Roberto I di Scozia ed Elisabetta de Burgh sono incoronati re e regina di Scozia;
- 1309 – Papa Clemente V scomunica Venezia e tutti i veneziani con la sua bolla In Omnem;
- 1513 – L'esploratore Juan Ponce de León avvista per la prima volta la terra del Nord America oggi nota come Florida, confondendola per una nuova isola; successivamente, il 2 aprile, approderà sulla costa orientale della terra scoperta;
- 1625 – Carlo I d'Inghilterra diventa re d'Inghilterra e Scozia;
- 1638 – In Calabria si verifica un forte terremoto;
- 1782 – Charles Watson-Wentworth, marchese di Rockingham, diventa primo ministro della Gran Bretagna;
- 1794 – Svezia e Danimarca firmano un patto di neutralità;
- 1799 – Nella guerra austro-francese il generale Schérer mette in fuga Ferdinando III di Toscana;
- 1836 – Rivoluzione del Texas, Massacro di Goliad: Antonio López de Santa Anna ordina all'esercito messicano l'uccisione di 400 texani;
- 1855 – Il geologo canadese Abraham P. Gesner brevetta negli USA il cherosene (o kerosene) distillato dal petrolio;
- 1861 – Dopo un discorso alla Camera di Torino tenuto da Cavour, Roma viene proclamata capitale del Regno d'Italia;
- 1871 – Primo incontro internazionale della storia del rugby a 15 a Edimburgo: Scozia – Inghilterra 4-1;
- 1886 – Al Salone del Consolato operaio in Via Campo Lodigiano a Milano, avviene la prima esecuzione pubblica dell'Inno dei lavoratori, scritto da Filippo Turati, composto da Amintore Claudio Flaminio Galli ed eseguito dalla Corale Gaetano Donizetti;
- 1933 – Reginald Gibson ed Eric William Fawcett scoprono il polietene (o polietilene);
- 1938 – Battaglia di Taierzhuang;
- 1941
  - Attacco su Pearl Harbor: la spia giapponese Takeo Yoshikawa giunge a Honolulu e inizia a studiare la Flotta degli Stati Uniti di stanza a Pearl Harbor;
  - Sostenuto dal Regno Unito, si insedia il nuovo re Pietro II di Jugoslavia a seguito di un colpo di Stato;
  - Termina la battaglia di Cheren con la vittoria degli inglesi sulle truppe italiane, il che apre agli Alleati la conquista dell'Eritrea;
- 1952 – Fallisce un attentato contro il cancelliere della Germania Ovest Konrad Adenauer;
- 1958 – Nikita Chruščëv diventa primo ministro dell'Unione Sovietica;
- 1964 – Alle 17:36 locali, il più potente terremoto mai registrato negli USA (magnitudo 9.2 della scala Richter) colpisce l'Alaska centro-meridionale: 125 le vittime e ingenti i danni, specie nella città di Anchorage;
- 1969 – Lancio del Mariner 7;
- 1975 – Esce nelle sale il primo film della saga di Fantozzi;
- 1977 – Disastro aereo di Tenerife (Isole Canarie): due Boeing 747 vengono a collisione causando 583 vittime;
- 1985 – Le Brigate Rosse uccidono all'Università degli Studi di Roma "La Sapienza", dove insegnava, l'economista Ezio Tarantelli;
- 1993
  - Jiang Zemin è indicato come presidente della Repubblica Popolare Cinese;
  - Albert Zafy diviene presidente del Madagascar;
  - Mahamane Ousmane diviene presidente del Niger;
- 1994 – In Italia si svolgono le elezioni politiche che vedono, per la prima volta, la vittoria di Silvio Berlusconi e della coalizione di centrodestra sulle due coalizioni di centro e di sinistra;
- 1996 – Viene trasmesso sul canale televisivo giapponese TV Tokyo l'ultimo episodio della serie animata Neon Genesis Evangelion;
- 2002 – Un attacco suicida uccide ventotto persone a Netanya, Israele;
- 2003 – Viene aperta al pubblico la casa natale di John Lennon a Liverpool[1];
- 2006 – Graceland, la tenuta di Elvis Presley, viene vincolata come National Historic Landmark secondo la legislazione statunitense sulla protezione dei beni culturali[1];
- 2009 – In Indonesia cede una diga di un lago artificiale, uccidendo 99 persone;
- 2020 – In tempo di pandemia da COVID-19, Papa Francesco invoca Dio in Piazza San Pietro con l'ascolto della Parola: un discorso e la benedizione eucaristica Urbi et Orbi in via del tutto straordinaria, poiché solitamente impartita solo a Natale e Pasqua;
- 2023 – Massacro della Covenant School nel Tennessee, Stati Uniti.

## Nati
Ci sono circa 1 170 voci su persone nate il 27 marzo; vedi la pagina Nati il 27 marzo per un elenco descrittivo o la categoria Nati il 27 marzo per un indice alfabetico.

## Morti
Ci sono circa 520 voci su persone morte il 27 marzo; vedi la pagina Morti il 27 marzo per un elenco descrittivo o la categoria Morti il 27 marzo per un indice alfabetico.

## Feste e ricorrenze

### Civili
Internazionali:
- Giornata mondiale del teatro[2][3]

Nazionali:
- Francia - Giornata Nazionale del formaggio
- Myanmar - Giorno delle Forze armate

### Religiose
Cristianesimo:
- Madonna dei Lavoratori
- Sant'Aimone di Halberstadt, vescovo
- Sant'Alessandro di Drizipara, martire
- Sant'Augusta di Serravalle, vergine e martire
- Santi Fileto e Lidia, sposi e Macedone, Teoprepio, Cronide e Anfilochio, martiri
- San Giovanni di Licopoli, religioso
- San Matteo di Beauvais, crociato, martire
- San Ruperto di Salisburgo, vescovo
- Santa Matrona di Tessalonica, martire (Chiesa ortodossa e Chiese di rito orientale)
- Beato Claudio Gallo, patriarca d'Antiochia
- Beato Francesco Faà di Bruno, sacerdote
- Beato Henri Grialou (Maria Eugenio di Gesù Bambino), sacerdote carmelitano, fondatore dell'Istituto Nostra Signora della Vita
- Beato Louis-Édouard Cestac, sacerdote e fondatore delle Ancelle di Maria
- Beata Panacea De' Muzzi, vergine e martire
- Beato Pellegrino da Falerone, sacerdote

Religione romana antica e moderna:
- Lavatio